# دالدالین
دالدالین(به انگلیسی: Daledalin) (UK-3557-15) یک داروی ضد افسردگی بود که سنتز و کارآزمایی بالینی آن برای درمان افسردگی در دهه ۱۹۷۰ انجام گرفت، اما هرگز به بازار عرضه نشد. این دارو یک مهارکننده انتخابی بازجذب نوراپی‌نفرین است، بدون تأثیر قابل توجه در بازجذب سروتونین و دوپامین، و هیچ خاصیت آنتی هیستامین یا آنتی‌کولینرژیک نیز ندارد. 

## سنتز

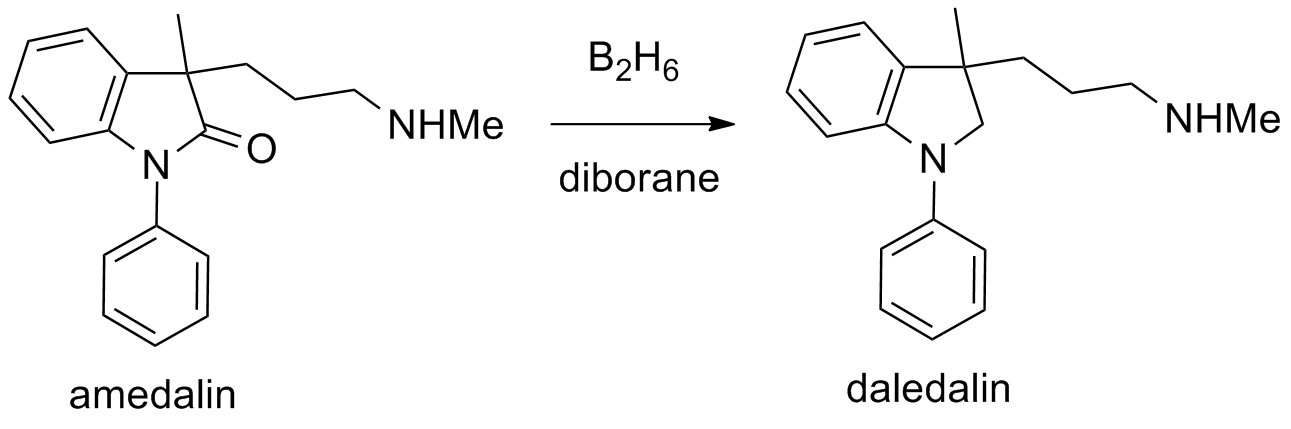
سنتز دالدالین: